# Кубок Вызова 1979

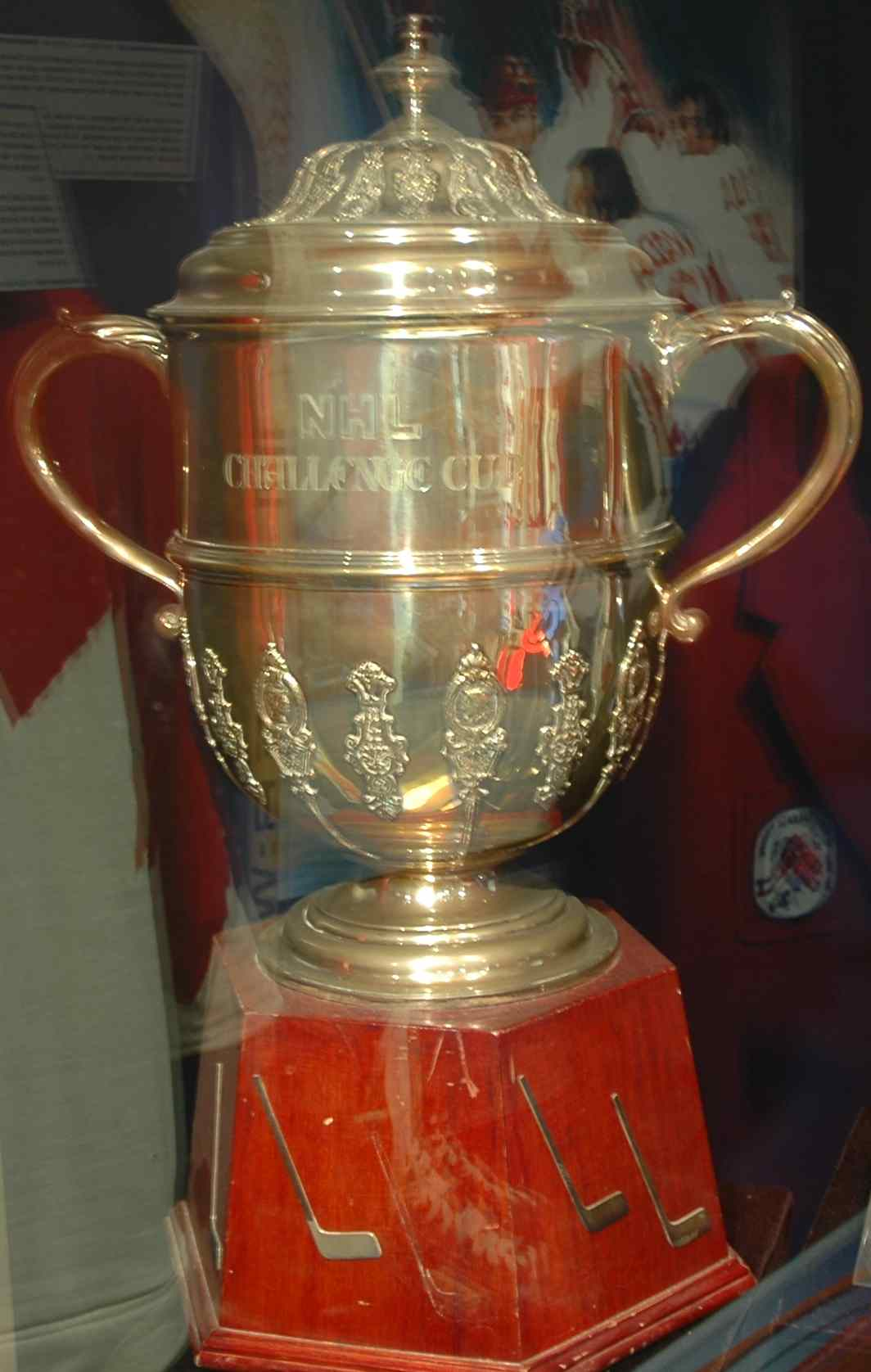
Главный приз Кубка Вызова 1979

Кубок Вызова 1979 (англ. 1979 Challenge Cup) — серия игр (до двух побед) между хоккейными сборными Советского Союза и НХЛ, состоявшаяся в феврале 1979 года в нью-йоркском зале «Мэдисон Сквер Гарден». Победу в серии со счетом 2-1 одержала сборная СССР. «Кубок Вызова» заменил в сезоне 1978/79 традиционный «Матч всех звёзд НХЛ».

## Составы команд
Сборная НХЛ (тренер — Скотти Боумен), помощник тренера Клод Руэль: вратари — Кен Драйден, Джерри Чиверс; защитники — Ларри Робинсон, Барри Бек, Серж Савар, Ги Лапуэнт, Дени Потвен, Бёрье Сальминг; нападающие — Лэнни Макдональд, Марсель Дионн, Стив Шатт, Бобби Кларк, Дэррил Ситтлер, Билл Барбер, Ги Лафлёр, Жильбер Перро, Боб Гейни, Андерс Хедберг, Ульф Нильссон, Дон Маркотт, Майк Босси, Брайан Троттье, Кларк Гиллис. Был заявлены, но на площадку не выходили вратарь Тони Эспозито, защитники Робер Пикар и Рон Грешнер.
 Сборная СССР (ст.тренер — Виктор Тихонов), тренер Владимир Юрзинов: вратари — Владислав Третьяк, Владимир Мышкин; защитники — Валерий Васильев, Геннадий Цыганков, Сергей Стариков, Сергей Бабинов, Юрий Федоров, Зинэтула Билялетдинов, Василий Первухин; нападающие — Борис Михайлов, Владимир Петров, Валерий Харламов, Владимир Голиков, Хелмут Балдерис, Виктор Жлуктов, Сергей Капустин, Сергей Макаров, Александр Голиков, Ирек Гимаев, Виктор Тюменев, Александр Скворцов, Владимир Ковин, Михаил Варнаков. Был заявлен, но на площадку не выходил защитник Алексей Касатонов.

## Результаты матчей
| 8 февраля, 1979                                                                   | \| НХЛ \| 4 : 2 (3:1, 1:0, 0:1) \| СССР \| \| Лафлёр, (00:16), 1-0 Босси, (06:22), 2-0 Гейни, (15:48), 3-1 Гиллис, (28:14), 4-1 \| Голы \| 2-1, (11:25), Михайлов 4-2, (43:02), В. Голиков \| | Мэдисон Сквер Гарден, Нью-Йорк Зрителей: 17 438 |
| НХЛ                                                                               | 4 : 2 (3:1, 1:0, 0:1) | СССР                                            |
| Лафлёр, (00:16), 1-0 Босси, (06:22), 2-0 Гейни, (15:48), 3-1 Гиллис, (28:14), 4-1 | Голы | 2-1, (11:25), Михайлов 4-2, (43:02), В. Голиков |

| 10 февраля, 1979 | \| СССР \| 5 : 4 (1:2, 3:2, 1:0) \| НХЛ \| \| Капустин, (08:10), 1-0 Варнаков, (22:05), 2-3 Михайлов, (37:02), 3-4 Капустин, (37:47), 4-4 В. Голиков, (41:31), 5-4 \| Голы \| 1-1, (13:35), Босси 1-2, (18:21), Тротье 1-3, (20:27), Перро 2-4, (25:06), Робинсон \| | Мэдисон Сквер Гарден, Нью-Йорк Зрителей: 17 438                                     |
| СССР | 5 : 4 (1:2, 3:2, 1:0) | НХЛ                                                                                 |
| Капустин, (08:10), 1-0 Варнаков, (22:05), 2-3 Михайлов, (37:02), 3-4 Капустин, (37:47), 4-4 В. Голиков, (41:31), 5-4 | Голы | 1-1, (13:35), Босси 1-2, (18:21), Тротье 1-3, (20:27), Перро 2-4, (25:06), Робинсон |

| 11 февраля, 1979 | \| СССР \| 6 : 0 (0:0, 2:0, 4:0) \| НХЛ \| \| Михайлов, (25:47), 1-0 Жлуктов, (27:44), 2-0 Балдерис, (48:44), 3-0 Ковин, (50:21), 4-0 Макаров, (52:44), 5-0 А. Голиков, (54:46), 6-0 \| Голы \| \| | Мэдисон Сквер Гарден, Нью-Йорк Зрителей: 17 545 |
| СССР | 6 : 0 (0:0, 2:0, 4:0) | НХЛ                                             |
| Михайлов, (25:47), 1-0 Жлуктов, (27:44), 2-0 Балдерис, (48:44), 3-0 Ковин, (50:21), 4-0 Макаров, (52:44), 5-0 А. Голиков, (54:46), 6-0 | Голы |                                                 |

## Лучшие бомбардиры
- Майк Босси (3 игры) — 4 очка (2г+2п)
- Борис Михайлов (3) — 3 (3+0)
- Сергей Капустин (3) — 3 (2+1)
- Владимир Голиков (2) — 3 (2+1)
- Ги Лафлёр (3) — 3 (1+2)
- Сергей Макаров (3) — 3 (1+2)
- Кларк Гиллис (3) — 3 (1+2)
- Валерий Васильев (3) — 3 (0+3)

## Приз
После матча и церемонии награждения команда СССР намеревалась забрать себе главный приз, однако сотрудники НХЛ заявили, что приз должен остаться в хоккейном музее Торонто. Руководитель советской делегации Валентин Сыч тщетно пытался переубедить чиновников, и приз пришлось вернуть. Вячеслав Колосков утверждал, что канадцы обещали прислать копию трофея, однако так и не выполнили своего обещания.